# Дегтярьов Дмитро Михайлович
Дмитро Михайлович Дегтярьов (19 грудня 1948 - 19 липня 2016) — радянський і російський тенісний тренер, Заслужений тренер Росії (з 1992 року). У 1992-1998 роках тренер збірних СНД і Росії в Кубку Федерації, особистий тренер Олени Лиховцевої, Олени Макарової і Олени Дементьєвої.

## Біографія
Почав грати в теніс в 11 років. Виступав за Центральний спортивний клуб Армії, у складі команди ЦСКА виграв зимовий Кубок Москви 1966 року. На наступний рік став переможцем чемпіонату Збройних сил СРСР у складі збірної ППО .
Закінчивши ДЦОЛІФК, Дегтярьов з 1976 року працював тренером в Центральному спортивному клубі армії (з 1994 року - тренер команди майстрів ЦСКА). У 1978-1983 роках тренував юнацьку збірну Москви. У 1990 році привів збірну СРСР до перемоги в Кубку Гельвеція - юніорському аналогу Кубка Федерації. З 1992 по 1998 рік був тренером збірних СНД і Росії в Кубку Федерації .
В якості тренера Дмитро Дегтярьов підготував понад 30 майстрів спорту СРСР та Росії з тенісу. У числі спортсменок, з якими він працював індивідуально - Олена Лиховцева, Олена Макарова, Олена Дементьєва , Анастасія Пивоварова . Олену Дементьєву Дегтярьов готував до Олімпійських ігор в Пекіні, де вона завоювала чемпіонське звання  . Серед його якостей як тренера відзначалися глибокі знання в поєднанні з м'якістю і чуйністю , почуття гумору і відданість учням  .

## Нагороди та звання
Заслужений тренер Росії (1992)  . Нагороджений медаллю ордена «За заслуги перед Вітчизною» II ступеня .